# Skin Deep (House M. D.)
Skin Deep (titulada No es oro todo lo que reluce en Argentina y España y Piel profunda en México) es el decimotercer episodio de la segunda temporada de la serie estadounidense House M. D.. Fue estrenado el 20 de febrero de 2006 en Estados Unidos.
Una adolescente de 15 años, trabaja como supermodelo y sufre una cataplexia mientras desfila. En el hospital descubrirán que es heroinómana y padece abusos sexuales. Y algo más... Mientras tanto, el Dr. House, sufre unos dolores inaguantables en la pierna y no quiere reconocer que el dolor puede afectar a sus diagnósticos. 

## Sinopsis
El título Skin Deep proviene de un tradicional proverbio inglés que dice "beauty is only skin deep" (la belleza sólo es superficial). Literalmente "skin deep" significa a la profundidad de la piel, o eventualmente alude a las capas de la piel que se encuentran por debajo de la epidermis, aproximándose a la idea de subcutáneo (hipodermis).
En el uso cotidiano del idioma inglés, "skin deep" se utiliza principalmente para referirse a una persona superficial. En sentido opuesto se utiliza la expresión "to the bones" (a los huesos), para referirse a cuestiones importantes o profundas; equivalente a "ir al fondo".
La expresión "skin deep" también es muy utilizada para referirse a la industria de la belleza (moda, cirugía estética, cosméticos, etc.), sobre todo femenina.

### Caso principal
Alex (Cameron Richardson), una adolescente de 15 años que trabaja como supermodelo, se encuentra agotada en un desfile y su padre (Tom Verica) le da una pastilla. Al salir a la pasarela golpea a otra modelo y luego cae al suelo. La niña presenta visión doble, comportamiento violento repentino y cataplexia (la persona no puede moverse pero está consciente). 
House toma el caso inmediatamente al enterarse de que se trata de una supermodelo y va a visitar personalmente a la paciente, en contra de una de sus principales reglas: no tomar contacto con los pacientes para mantener la objetividad. Los estudios muestran presencia de valium y heroína en la orina. El hecho de que nunca haya menstruado le indica a los médicos que puede tratarse de una adicción a la heroína. Pero Cameron no está convencida, pueden ser muchas otras causas. House está parcialmente de acuerdo con Cameron y evalúa que un tratamiento de desintoxicación normal tarda cuatro semanas, y para ese momento será tarde si los síntomas de la adicción enmascaran otra cosa. Ordena entonces un tratamiento de desintoxicación más radical, poniéndola en coma y suministrándole naltrexona (un antagonista del opio).
Mientras está en coma, Alex sufre un ataque cardíaco de 30 segundos y al salir del coma tiene pérdida de memoria de corto plazo (amnesia anterógrada), una afección en la que el paciente no puede guardar nuevos recuerdos en la memoria de largo plazo. Foreman piensa que la causa probable es falta de oxígeno (hipoxia) en el cerebro debido al paro cardíaco. House, que está leyendo una revista de celebridades en la que aparece Alex, se burla y contiene la respiración durante 30 segundos. Piensa que la niña está sufriendo un trastorno por estrés postraumático (TEPD). Les muestra a los médicos una publicidad en la que la niña aparece en una actitud extremadamente sexy y dice:

Muéstrenme una mujer que se drogue con heroína y se vea así y yo les mostraré una mujer que ha sido abusada sexualmente.

House explica que en el abuso sexual, el cerebro busca evadir la realidad y que, cuando las drogas yo no lo logran, simplemente se apaga. Su equipo no está de acuerdo y Foreman sostiene que es una explicación forzada de House para no asumir la responsabilidad de haber recomendado el tratamiento que la puso en coma. Foreman piensa que el dolor está afectando sus decisiones. House ordena realizar una resonancia magnética (IRM) y una punción lumbar (PL).
House le grita públicamente al padre "si se lo está haciendo a su hija" y éste responde indignado, pero luego termina reconociéndole en privado y bajo compromiso de confidencialidad, que ha mantenido relaciones sexuales con su hija "una vez". House confirma así que se trata de estrés postraumático y ordena que le recomienden tratamiento psquiátrico. Pero Chase ha detectado un alto nivel de proteínas (hiperproteinorraquia) en el líquido cefalorraquídeo (LCR), dando por tierra con todas las hipótesis sobre las que venían trabajando. La niña, por otra parte, viene teniendo espasmos musculares continuos. House -muy enojado por los cuestionamientos personales de Cameron y Foreman- ordena una biopsia cerebral. 
Cameron, que le da máxima importancia a las cuestiones morales, le cuenta a Cuddy que el padre de Alex reconoció haber mantenido relaciones sexuales con su hija, para que sea denunciado criminalmente. Sin embargo la denuncia no prospera porque no hay pruebas y la niña lo niega. Luego, hablando con Cameron, ella dice que fue ella la que sedujo a su padre, además de tener sexo con muchos otros adultos influyentes en el mundo de la moda para poder triunfar.

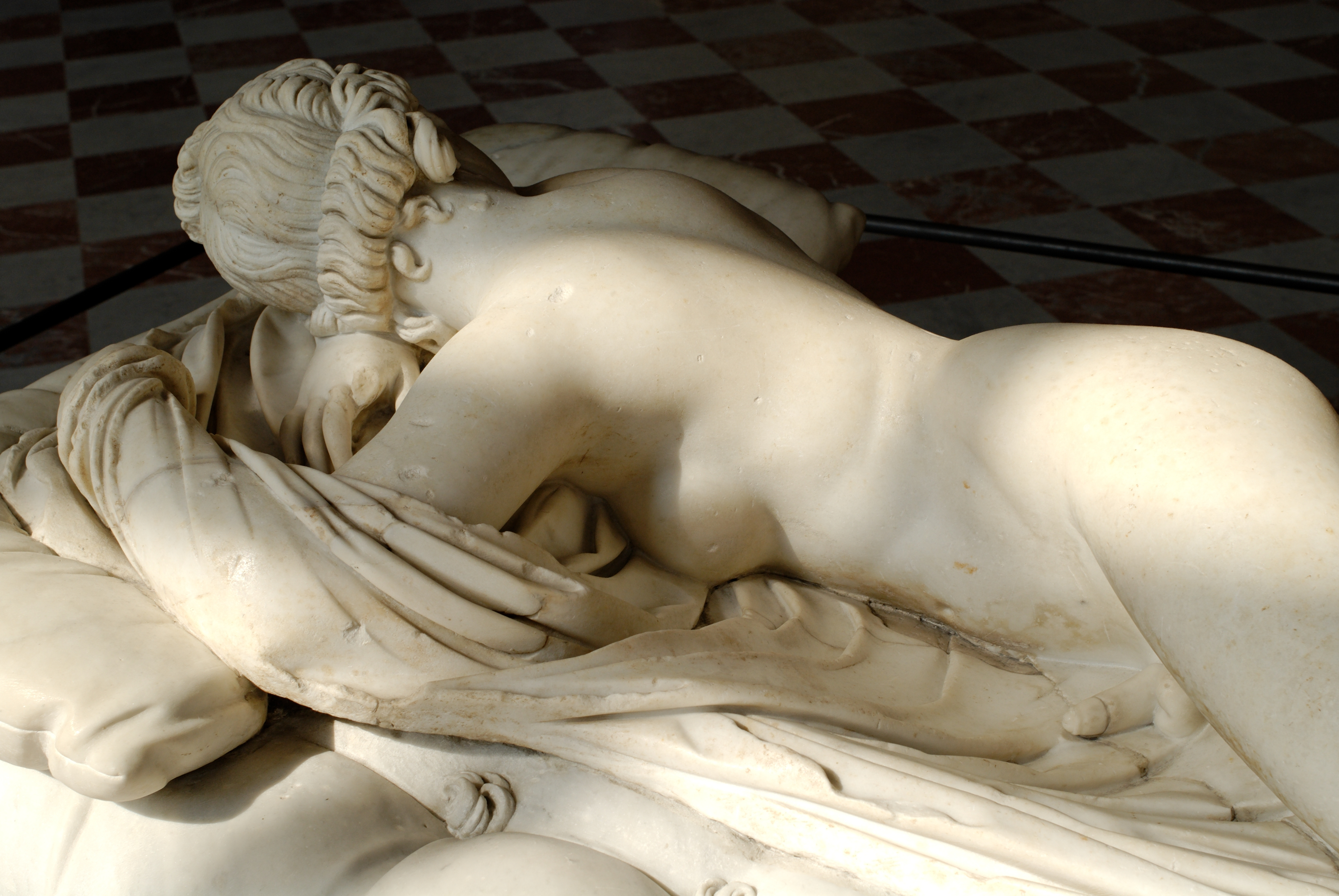
Hermafrodita dormida, escultura romana del siglo II, Museo del Louvre. Hermafrodita fue un personaje de la mitología griega, hijo(a) de Hermes y Afrodita. Alex es intersexual (síndrome de insensibilidad a los andrógenos) y comparte caracteres sexuales de hombres y mujeres. No se trata de una enfermedad sino de una condición sexual poco habitual. Tiene la composición genética de un hombre, pero sus órganos sexuales externos son femeninos. ¿Cómo se le asigna un género a un bebé intersexual? No hay una respuesta establecida para esto.

La biopsia cerebral muestra que la materia blanca está bien, lo que induce a pensar que entonces el problema debe localizarse en la materia gris. House piensa que los síntomas podrían ser un síndrome paraneoplásico causado por algún tumor. El equipo es incrédulo y House dice que va a probarlo con el test de pellizcar el tubo . Se instala al lado de la cama de Alex y conecta al catéter intravenoso una bolsa de immunoglobulina intravenosa (IVIG) y pellizcando el tubo hace que los temblores se reinicien y se interrumpan, como si la paciente fuera una marioneta. La mala noticia es que confirma que Alex tiene cáncer. Ahora hay que encontrarlo. Le hacen todo tipo de análisis pero no encuentran nada. House insiste en que debe ser cáncer, pero Wilson, jefe del servicio de Oncología, dice que no es cancer.
Mientras House está atendiendo al paciente de la clínica ambulatoria, que muestra un embarazo psicológico, se le ocurre que también el caso de Alex podría tener que ver con una situación similar. Hacen una resonancia magnética y ahí está: un tumor... ¡en el testículo izquierdo de Alex! Alex es intersexual (pseudohermafroditismo masculino) y tiene características sexuales masculinas y femeninas. No se trata de una enfermedad sino de una condición sexual poco habitual para la que no existe una respuesta social establecida. Tiene la composición genética de un hombre (cromosoma Y) y caracteres sexuales externos femeninos. Todos los seres humanos inician su gestación como hembras, pero aquellos que tienen el cromosoma Y siguen un desarrollo en el que los ovarios se transforman en testículos y bajan. En un caso cada 150.000 eso no sucede, porque tienen tanto estrógeno que se vuelven inmunes a la testosterona, impidiendo así que los testículos bajen.

#### Bases científicas
Algunos de los sitios en Internet que reúnen a profesionales que siguen y analizan los aspectos médicos de la serie, han mencionado que el término pseudohermafroditismo masculino -que utiliza House- ha caído en desuso en la ciencia médica, por inespecífico. La situación que House describe en la serie lleva el término científico de síndrome de insensibilidad a los andrógenos (SIA, una condición de origen genético). Los andrógenos son las hormonas masculinas (testosterona, androsterona y androstenediona).
Como explica bien House en la serie, los seres humanos con cromosoma Y que tienen insensibilidad a los andrógenos, tienen un proceso de gestación en el que la testosterona no actúa y en los casos de criptorquidia, como este, los testículos no descienden, manteniéndose la anatomía externa femenina. No menstrúan y carecen de ovarios y útero. Se ha señalado que los médicos no podrían haber dejado de ver la ausencia de útero en Alex.

### Atención clínica de rutina
House detesta realizar atención clínica de rutina porque lo aburre la ausencia de problemas médicos graves y complejos. En este capítulo atiende a un hombre con síndrome de covada o embarazo psicosomático, por identificación con su esposa que sí está embarazada, que lo hace secretar estrógeno, causando incluso que le crezcan mamas.

### Relaciones entre los personajes
El capítulo trata por primera vez en detalle la situación del padecimiento de House debido al dolor constante en su pierna. El origen de la afección ya fue tratado en "Tres historias" (HOU 121). Para House se trata de "una simple ecuación: más dolor, más píldoras". Wilson piensa que el dolor que House siente tiene causas psicológicas, y que las mismas están de algún modo relacionadas con su frustrada relación con Stacy. El dolor llega a tal punto que House le suplica -y la convence- a Cuddy de que le administre morfina. Al final del capítulo el dolor reaparece y House necesita otra dosis de morfina. Pero Cuddy le dice que nunca le inyectó morfina, sino solución salina, un placebo. El dolor parece entonces de origen psicológico. 
Cameron, que le da máxima importancia a las cuestiones morales, le cuenta a Cuddy que el padre de la paciente reconoció ante House haber mantenido relaciones sexuales con su hija, para que sea denunciado criminalmente. House le señala con ironía el acto de espionaje. Cameron le dice que debía hacer lo que pensaba que era correcto y le pregunta si eso le traerá problemas. Pero House respeta a quienes actúan según sus convicciones.

## Diagnóstico
Abuso de heroína, Síndrome de insensibilidad a los andrógenos (SIA) y síndrome paraneoplásico por cáncer de testículo.